# Замак Хивер
Хивер је замак у истоименом месту у Кенту (Енглеска) и некадашња резиденција породице Болин.
Хивер се налази на 48 километара југоисточно од Лондона. Његова изградња је вршена са прекидима, због чега се не може одредити датум када је замак направљен. Неки делови Хивера (капија, зид и главна кућа) изграђени су 1270, када су били у функцији сеоске куће. Замак је први пут реновирао Џефри Болен 1462. и претворио га у луксузну резиденцију. Његов праунук, Томас Болен, је Хивер наследио 1505. године, па су у њему детињство провела његова деца Џорџ, Мери и Ана Болен, која је касније постала краљица Енглеске и жена краља Хенрија Осмог Тјудора. Након што му је супруга погубљена 1536. а таст умро 1539. године, краљ је замак узео у своје власништво. Хивер је вековима пропадао све док га 1903. није обновио амерички милионер Вилијам Валдорф Астор, и додао му раскошне вртове. Данас је отворен за посетиоце и претворен у музеј Ане Болен. У њему се сваке године одржавају изложбе, такмичења и маскенбали за Ноћ вештица. Туристи могу видети справе за мучење, Анину библиотеку, велику колекцију слика, и намештај из доба Тјудора. За замак је вековима била везивана легенда да се у њему појављује безглави дух настрадале краљице. С циљем промовисања домаћег туризма у Британији, глумица Џуди Денч је 2011. боравила у Хиверу и у његовим вртовима засадила руже.